# Internet2
Internet2, ook wel I2, is een samenwerkingsverband zonder winstoogmerk tussen ruim 200 universiteiten in de Verenigde Staten en een aantal bedrijven uit de informatietechnologie, waaronder AT&T, Intel, Sun Microsystems en Cisco Systems. Het doel is het ontwikkelen en in gebruik nemen van geavanceerde netwerktechnologieën, zoals IPv6, IP-multicasting en Quality of Service. Het is niet de bedoeling een afzonderlijk netwerk naast het reguliere internet te maken, maar juist om te zijner tijd de nieuwe technologieën hiervoor bruikbaar te maken.
De aangesloten organisaties hebben Abilene opgezet en Internet2 ondersteunt het project National LambdaRail.
Internet2 maakt gebruik van de vBNS very-high-performance Backbone Network Service technologie, waarmee verbindingen met een hoge snelheid tussen meer dan 200 Amerikaanse universiteiten en onderzoeksinstellingen in het samenwerkingsverband mogelijk zijn. Internet2 heeft behalve het Abilene-netwerk ook een optisch netwerk ontwikkeld.

## Geschiedenis
Voor I2 was er ook I1, dat steunde op het eveneens Amerikaanse ARPANET. Dit netwerk werd door het leger en enkele universiteiten gebruikt, maar nadat de uitvinders er de mogelijkheden van inzagen en commercieel werden, werd met Internet2 begonnen.

## Websites
- Connecting Research and Education.